# Olympiakós (basket-ball)
Pour le club omnisport, voir Olympiakos Le Pirée.
Maillots
L’Olympiakós Le Pirée (grec moderne : Ολυμπιακός Σύνδεσμος Φιλάθλων Πειραιώς, « Association olympique de sportifs du Pirée », Ο.Σ.Φ.Π. ou simplement Ολυμπιακός) est un club grec de basket-ball, fondé en 1931, évoluant en Ligue ESAKE, soit le plus haut niveau du championnat grec. Il s'agit d'une section du club omnisports de l'Olympiakós, basé dans la ville du Pirée. Considéré comme l'une des places fortes du basket-ball européen, l'Olympiakós remporte à trois reprises l'Euroligue (1997, 2012, 2013) en quatorze participations au Final Four entre 1994 et 2025, ainsi que la coupe intercontinentale en 2013. À l'échelle nationale, l'Olympiakós se présente comme l'un des plus gros palmarès du basket-ball grec avec quinze titres de champion et douze coupes de Grèce au terme de la saison 2024-2025. Le club est considéré comme l'adversaire principal et historique de son voisin athénien, le Panathinaïkos. La rivalité entre ces deux clubs est l'une des plus fortes du basket-ball européen voire international.

## Historique
Lors de la saison 2013-2014 de l'Euroligue, l'Olympiakós, double champion en titre peine dans le Top 16 où il est privé pendant quelques rencontres de son meneur et meilleur joueur Vasílios Spanoúlis, blessé. Avec le retour de Spanoúlis, le club se qualifie toutefois pour les phases éliminatoires mais se trouve opposé en quart de finale à l'armada du Real Madrid qui a l'avantage du terrain. Le Real remporte ses deux rencontres à domicile et l'Olympiakós aussi, avec deux très bonnes rencontres du pivot Bryant Dunston. Au 5e et dernier match, qui se déroule à Madrid, l'Olympiakós est éliminé.

## Palmarès

### International
- Euroligue
  - Vainqueur : 1997, 2012 et 2013[2]
  - Finaliste : 1994, 1995, 2010, 2015, 2017 et 2023

- Coupe intercontinentale
  - Vainqueur : 2013[3]

### National
- Championnat de Grèce
  - Champion : 1949, 1960, 1976, 1978, 1993, 1994, 1995, 1996, 1997, 2012, 2015, 2016, 2022, 2023 et 2025.
- Coupe de Grèce
  - Vainqueur : 1976, 1977, 1978, 1980, 1994, 1997, 2002, 2010, 2011, 2022, 2023 et 2024
- Supercoupe de Grèce
  - Vainqueur : 2022, 2023, 2024

## Personnalités du club

### Personnes récompensées
De nombreux joueurs ou entraineurs du club sont honorés.

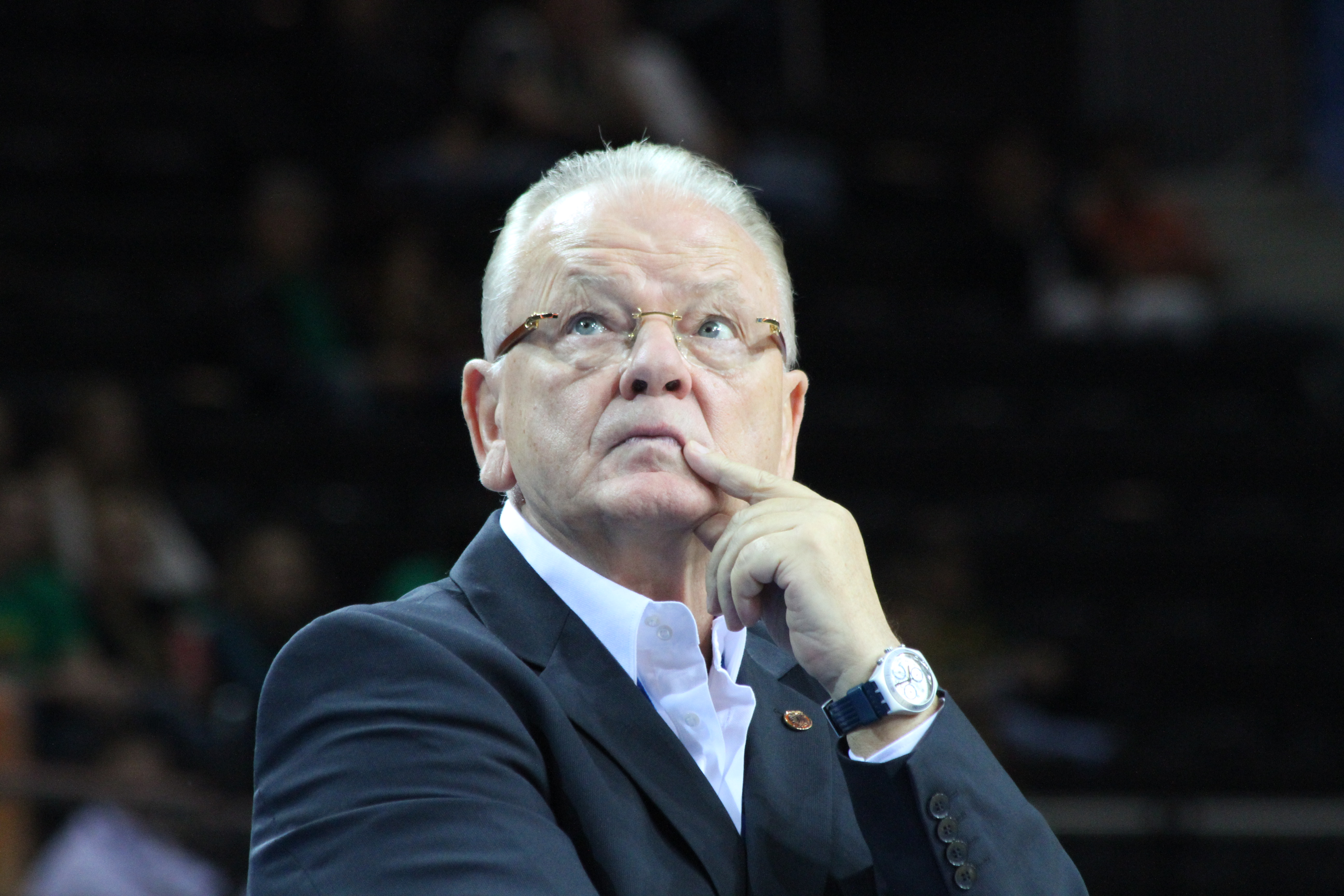
Dušan Ivković en 2011.

Quatre sont élus au FIBA Hall of Fame :
- Panayiótis Fasoúlas en 2016[4].
- Dušan Ivković en 2017[5].
- Fabricio Oberto en 2019[6].
- Sasha Volkov en 2020[7].

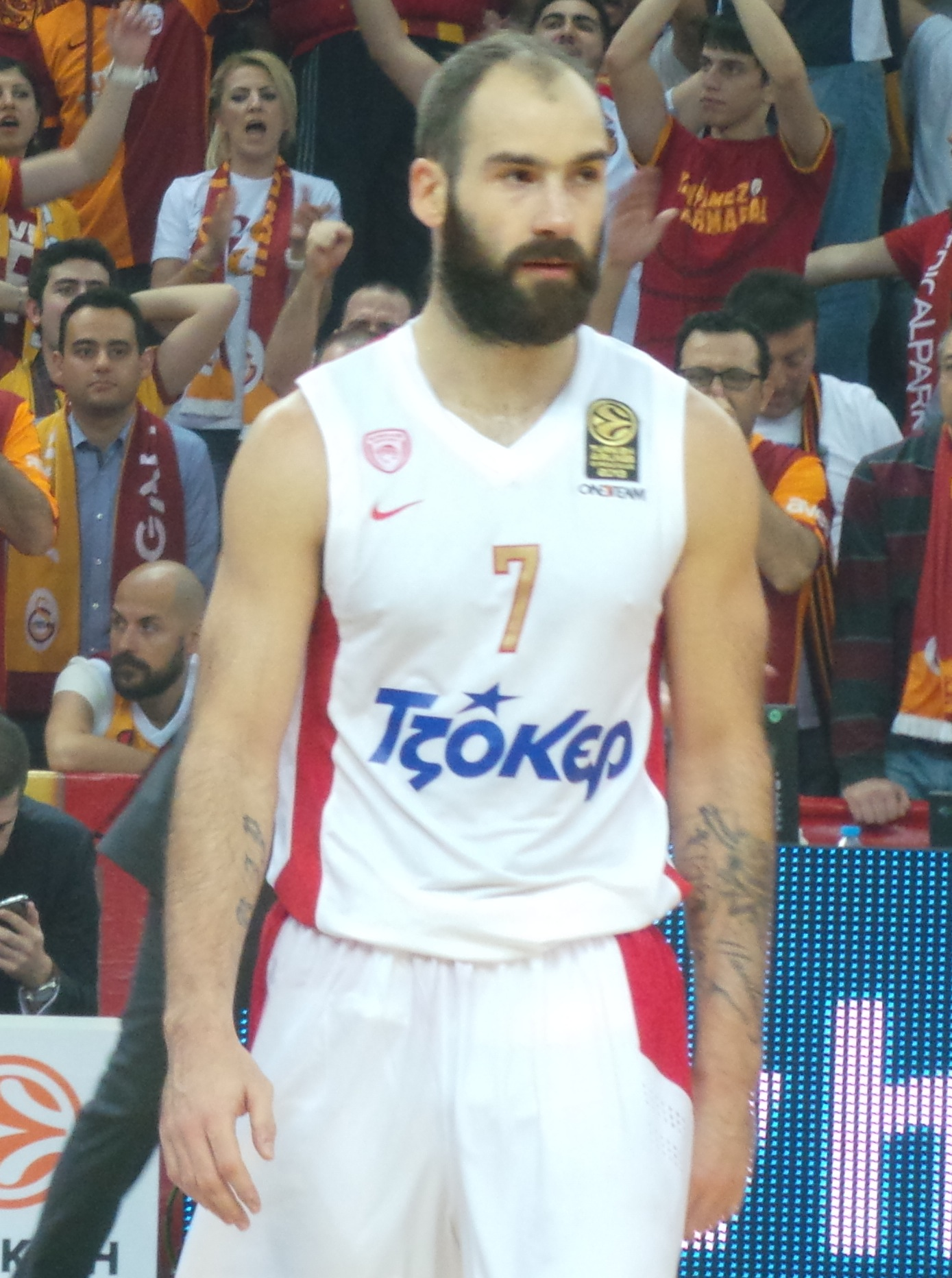
Vassilis Spanoulis en 2013.

Plusieurs joueurs reçoivent le titre de MVP de la saison régulière de l’Euroligue :
- Miloš Teodosić (2009–10) [8]
- Vassilis Spanoulis (2012–2013)[9]
- Sasha Vezenkov (2022–2023)[10]

MVP du Final Four de l'Euroligue :
- Žarko Paspalj (1993–94)
- David Rivers (1996–97)
- Vassilis Spanoulis (2011–12[11], 2012–13[12])

En février 2008, l'Euroleague, à l'occasion du cinquantième anniversaire de la Coupe d'Europe des clubs champions de basket-ball, prédécesseur de l'Euroligue, désigne les 50 meilleurs contributeurs de l'Euroligue (50 Greatest Euroleague Contributors) de son histoire. Parmi ceux-ci figurent:
- Pini Gershon
- Dušan Ivković
- Theódoros Papaloukás
- Dino Rađa

Une sélection de dix joueurs, parmi cinquante, de l'Euroligue est faite pour la période 2000-2010 (All-Decade Team) :
- Theódoros Papaloukás
- Nikola Vujčić

Une nouvelle sélection sélection est faite pour la période  2010–2020 :
- Vassilis Spanoulis
- Georgios Printezis
- Miloš Teodosić
- Kyle Hines

Les joueurs désignés dans un premier cinq de l'Euroligue All-EuroLeague First Team
- Ioannis Bourousis (2008–09)
- Linas Kleiza (2009–2010[8])
- Miloš Teodosić (2009–2010[8])
- Vassilis Spanoulis (2011–12[16], 2012–13[9], 2014–15)
- Georgios Printezis (2016–17)
- Sasha Vezenkov (2021–2022, 2022–23[17])

Les joueurs désignés dans un deuxième cinq de l'Euroligue, All-EuroLeague Second Team
- Alphonso Ford (2001–02)
- Theódoros Papaloukás (2008–09)
- Josh Childress (2009–10[8])
- Vassilis Spanoulis (2010–11, 2013–14, 2017–18[18])
- Kostas Sloukas (2021–22[19])

Trophée Alphonso-Ford attribué au meilleur marqueur de la saison d'EuroLigue
- Linas Kleiza (2009–10[20])
- Sasha Vezenkov (2022–23[17])

Deux entraineurs se voient décerner le titre Alexander Gomelsky EuroLeague Coach of the Year, Meilleur entraîneur de l'Euroligue :
- Dušan Ivković en 2012[5]
- Geórgios Bartzókas en 2013, 2022 et 2023[21]

### Entraîneurs successifs
| - 1948-1963 : Giannis Spanoudakis - 1963-1964 : ? - 1964-1967 : Giannis Spanoudakis - 1967-1976 : Fedon Mattheou - 1976-1979 : Kóstas Mouroúzis - 1979-1980 : Giorgos Barlas - 1980-1982 : ? - 1982-1983 : Giorgos Barlas - 1983-1984 : Thymios Filippou | - 1984-1985 : Fedon Mattheou - 1985-1987 : Kostas Anastasatos - 1987-1988 : Steve Giatzoglou - 1988-1991 : ? - 1991-1996 : Yánnis Ioannídis - 1996-1999 : Dušan Ivković - 1999-2000 : Yánnis Ioannídis - 2000-2001 : Ilías Zoúros - 2001-2003 : Slobodan Subotić | - 2003-2004 : Milan Tomić - 2004-2006 : Jonas Kazlauskas - 2006-2008 : Pini Gershon - 2008-2010 : Panayótis Yannákis - 2010-2012 : Dušan Ivković - 2012-2014 : Geórgios Bartzókas - 2014-2014 : Milan Tomić - 2014-2018 : Ioánnis Sfairópoulos - 2018-2019 : David Blatt - 2019-2020 : Kęstutis Kemzūra - depuis 2020 : Geórgios Bartzókas |

### Joueurs célèbres ou marquants
| - Efthýmis Bakatsiás - Miloš Teodosić - Ioánnis Bouroúsis - Panayiótis Fasoúlas - Lázaros Papadópoulos - Theódoros Papaloukás - Dimítrios Papanikoláou - Kóstas Papanikoláou - Ioánnis Papapétrou - Michális Pelekános - Yórgos Príntezis - Sofoklís Schortsanítis - Giórgos Sigálas - Konstantínos Sloúkas - Vasílios Spanoúlis | - Willie Anderson - Alex Acker - Walter Berry - Patrick Beverley - Josh Childress - Mardy Collins - Bryant Dunston - Maurice Evans - Alphonso Ford - Eddie Johnson - Acie Law - Matt Howard - Jannero Pargo - Brent Petway - Roy Tarpley | - Dušan Vukčević - Zoran Erceg - Branko Milisavljević - Nikola Milutinov - Dragan Tarlać - Milan Tomić - Martynas Gecevičius - Linas Kleiza - Arvydas Macijauskas - Renaldas Seibutis - Eurelijus Žukauskas - Oliver Lafayette - Nikola Vujčić - Andrija Žižić - Giorgi Shermadini | - Yotam Halperin - Pini Gershon - Patrick Femerling - Christian Welp - Pero Antić - Daniel Hackett - Matt Lojeski - Iñaki de Miguel - Radoslav Nesterović - Fabricio Oberto - Žarko Paspalj - Stéphane Risacher - Arsène Ade-Mensah - Alekseï Savrassenko - Alexander Volkov |

## Bilan saison par saison1
| Saison    | Div.        | Clas. | %Vic | Vic | Def | Playoffs        | Coupe de Grèce         | Autres coupes           | Coupes d'Europe                               | Entraîneur                                      |
| --------- | ----------- | ----- | ---- | --- | --- | --------------- | ---------------------- | ----------------------- | --------------------------------------------- | ----------------------------------------------- |
| 2000-2001 | Championnat | 3e    | 81%  | 21  | 5   | Finaliste       | Troisième              | -                       | Euroligue : ¼ de finale                       | Ilías Zoúros                                    |
| 2001-2002 | Championnat | 3e    | 77%  | 20  | 6   | Finaliste       | Vainqueur              | -                       | Euroligue : Top 16                            | Slobodan Subotić                                |
| 2002-2003 | Championnat | 3e    | 69%  | 18  | 8   | Quatrième       | Quart de finale        | -                       | Euroligue : Top 16                            | Slobodan Subotić                                |
| 2003-2004 | Championnat | 8e    | 50%  | 13  | 13  | Quart de finale | Finaliste              | -                       | Euroligue : Top 16                            | Slobodan Subotić Dragan Šakota Milan Tomić      |
| 2004-2005 | Championnat | 8e    | 46%  | 12  | 14  | Quart de finale | Huitième de finale     | -                       | Euroligue : 1er tour                          | Jonas Kazlauskas                                |
| 2005-2006 | Championnat | 2e    | 85%  | 22  | 4   | Finaliste       | Quart de finale        | -                       | Euroligue : ¼ de finale                       | Jonas Kazlauskas                                |
| 2006-2007 | Championnat | 3e    | 81%  | 21  | 5   | Finaliste       | Huitième de finale     | -                       | Euroligue : ¼ de finale                       | Pini Gershon                                    |
| 2007-2008 | Championnat | 2e    | 85%  | 22  | 4   | Finaliste       | Finaliste              | -                       | Euroligue : ¼ de finale                       | Pini Gershon Panayótis Yannákis                 |
| 2008-2009 | Championnat | 1er   | 96%  | 25  | 1   | Finaliste       | Finaliste              | -                       | Euroligue : Quatrième                         | Panayótis Yannákis                              |
| 2009-2010 | Championnat | 2e    | 88%  | 23  | 3   | Finaliste       | Vainqueur              | -                       | Euroligue : Finaliste                         | Panayótis Yannákis                              |
| 2010-2011 | Championnat | 1er   | 100% | 26  | 0   | Finaliste       | Vainqueur              | -                       | Euroligue : ¼ de finale                       | Dušan Ivković                                   |
| 2011-2012 | Championnat | 1er   | 96%  | 23  | 1   | Champion        | Finaliste              | -                       | Euroligue : Champion                          | Dušan Ivković                                   |
| 2012-2013 | Championnat | 1er   | 96%  | 25  | 1   | Finaliste       | Finaliste              | Coupe intercontinentale | Euroligue : Champion                          | Geórgios Bartzókas                              |
| 2013-2014 | Championnat | 2e    | 92%  | 24  | 2   | Finaliste       | Demi-finale            | -                       | Euroligue : ¼ de finale                       | Geórgios Bartzókas                              |
| 2014-2015 | Championnat | 1er   | 96%  | 25  | 1   | Champion        | Quart de finale        | -                       | Euroligue : Finaliste                         | Geórgios Bartzókas Ioánnis Sfairópoulos         |
| 2015-2016 | Championnat | 1er   | 96%  | 25  | 1   | Champion        | Quart de finale        | -                       | Euroligue : Top 16                            | Ioánnis Sfairópoulos                            |
| 2016-2017 | Championnat | 1er   | 96%  | 25  | 1   | Finaliste       | Demi-finale            | -                       | Euroligue : Finaliste                         | Ioánnis Sfairópoulos                            |
| 2017-2018 | Championnat | 2e    | 85%  | 22  | 4   | Finaliste       | Finaliste              | -                       | Euroligue : ¼ de finale                       | Ioánnis Sfairópoulos                            |
| 2018-2019 | Championnat | 6e,   | 88%  | 23  | 3   | Quart de finale | Demi-finale            | -                       | Euroligue : Top 16                            | David Blatt                                     |
| 2019-2020 | 2e division | 6e    | 81%  | 17  | 4   | –               | Tours de qualification | -                       | Euroligue : Interrompu (Pandémie de Covid-19) | David Blatt Kęstutis Kemzūra Geórgios Bartzókas |
| 2020-2021 | 2e division | 1er   | 84%  | 16  | 3   | –               | Tours de qualification | -                       | Euroligue : Top 18                            | Geórgios Bartzókas                              |
| 2021-2022 | Championnat | 1er   | 96%  | 23  | 1   | Champion        | Vainqueur              | Supercoupe              | Euroligue : Quatrième                         | Geórgios Bartzókas                              |
| 2022-2023 | Championnat | 1er   | 100% | 22  | 0   | Champion        | Vainqueur              | Supercoupe              | Euroligue : Finaliste                         | Geórgios Bartzókas                              |
| 2023-2024 | Championnat | 2e    | 91%  | 20  | 2   | Finaliste       | Vainqueur              | Supercoupe              | Euroligue : Troisième                         | Geórgios Bartzókas                              |
| 2024-2025 | Championnat | 2e    | 91%  | 20  | 2   | Champion        | Finaliste              | en attendant            | Euroligue : Troisième                         | Geórgios Bartzókas                              |

## Logos successifs

De 1992 à 2003.
De 2003 à 2009.
Depuis 2009.

## Salle

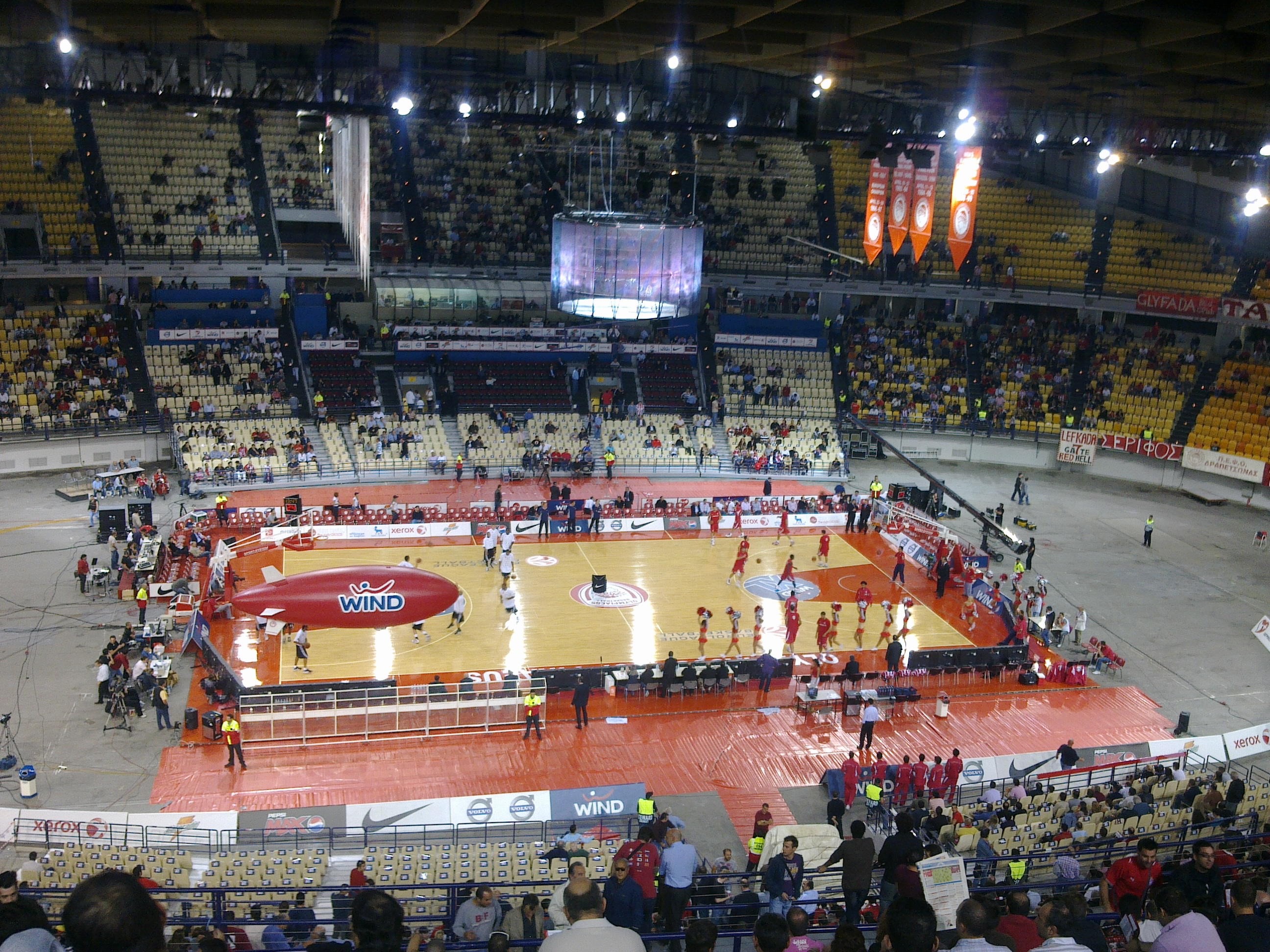
Stade de la Paix et de l'Amitié en 2009.

Le club dispute ses rencontres à domicile au stade de la Paix et de l'Amitié à partir de la saison 1991-1992.
Ouvert en 1985, la salle est rénovée en 2004 pour les Jeux olympiques 2004 à Athènes, lors desquels il accueille le tournoi olympique de volley-ball.
La salle a une capacité de 11 554 places assises permanentes. Le stade de la paix et de l'amitié peut accueillir jusqu'à 14 776 personnes pour les matchs de basket-ball.
Appartenant auparavant à l'État grec, le club prend possession en 2022 du site pour les cinquantes prochaines années.